# Nik Zupančič
Nik Zupančič (* 3. Oktober 1968 in Ljubljana) ist ein ehemaliger slowenischer Eishockeyspieler und jetziger -trainer, der in seiner aktiven Zeit von 1984 bis 2010 sehr erfolgreich in Slowenien und Österreich war. Seit 2022 ist er Cheftrainer von Unia Oświęcim.

## Karriere
Nik Zupančič begann seine Karriere als Eishockeyspieler 1984 bei HDD Olimpija Ljubljana in der Jugoslawischen Eishockeyliga. In Ljubljana blieb der Stürmer bis 1987, ehe er für eine Saison zum Ligakonkurrenten KHL Medveščak Zagreb wechselte. Im Anschluss ging der Center zu seinem Heimatverein zurück und spielte dort weitere acht Jahre – bis 1991 in der Jugoslawischen Liga – und nach der Unabhängigkeitserklärung Sloweniens in der neu gegründeten Slowenischen Eishockeyliga. Mit seiner Mannschaft gewann er in diesem Zeitraum in den Spielzeiten 1994/95 und 1995/96 jeweils den slowenischen Meistertitel.

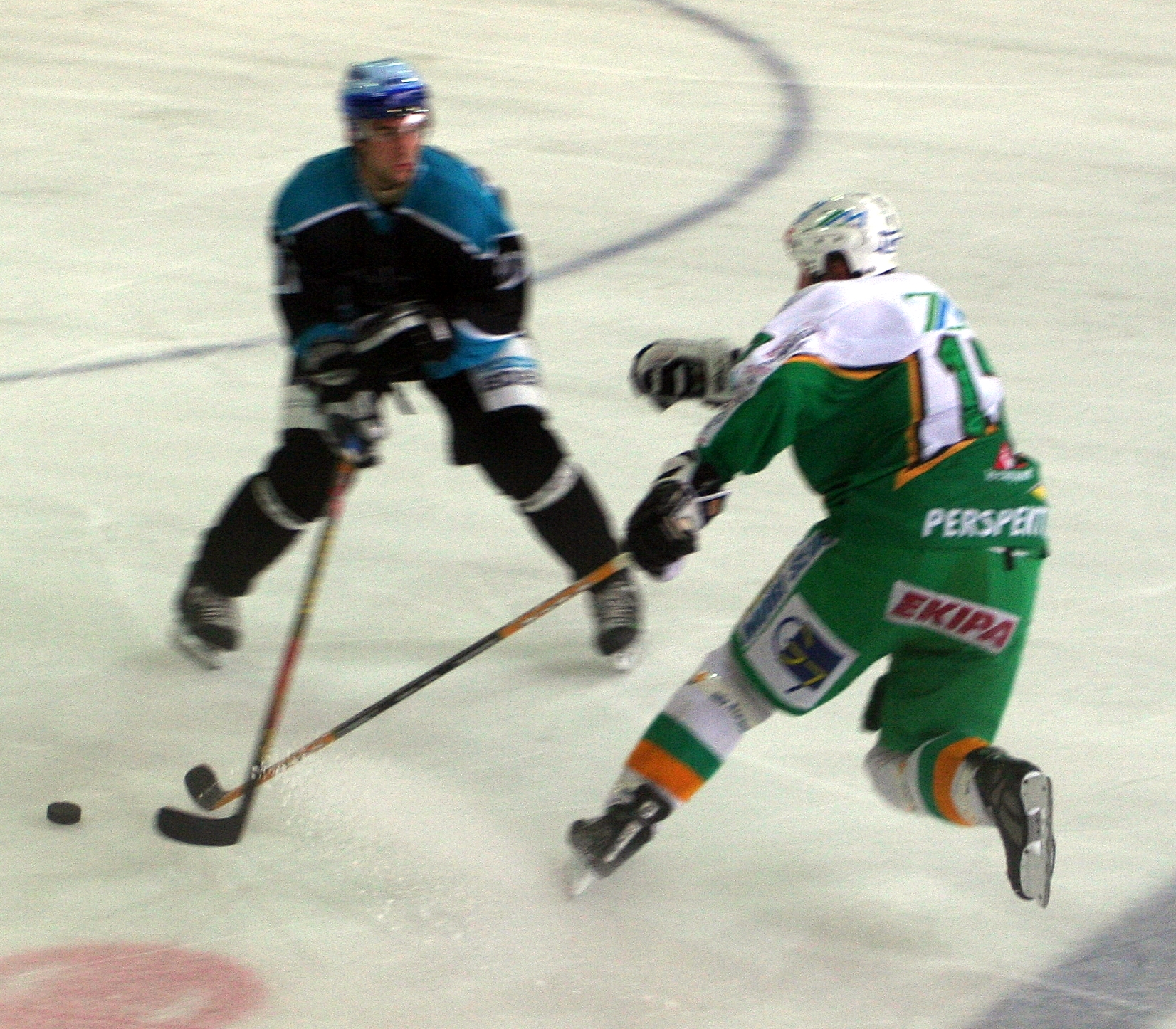
Zupančič (rechts) im Trikot des HDD Olimpija Ljubljana

Für die Saison 1996/97 verpflichtete der HK Sportina Bled den Stürmer, wo er 43 Tore schoss und 80 Scorerpunkte erreichte. In der darauffolgenden Spielzeit ging er in die Österreichische Bundesliga zur VEU Feldkirch. Dort feierte er mit dem Gewinn der European Hockey League seinen bis dato größten Erfolg und nach dem Gewinn des österreichischen Meistertitels 1998 und zweier Alpenliga-Siege (1998 und 1999) wechselte Zupančič in die finnische SM-liiga zu JYP Jyväskylä. Dort konnte er mit 30 Scorerpunkten, davon zwölf Tore, in 52 Spielen überzeugen, woraufhin ihn der Timrå IK aus der schwedischen Elitserien verpflichtete. Dort konnte er in der Saison 2000/01 nicht an seine Leistungen aus dem Vorjahr anknüpfen, woraufhin er die Spielzeit bei seinem Heimatverein HDD Olimpija Ljubljana beendete, mit dem er erneut Meister wurde. Die Saison 2001/02 verbrachte er allerdings bei dessen Ligarivalen HK Jesenice.
Von 2002 bis 2005 spielte Zupančič für den EHC Lustenau in der Österreichischen Eishockey-Liga sowie der zweitklassigen Nationalliga, wobei er 2002 auch zu einem Einsatz für den EC Dornbirn kam. 2005 kehrte der Rechtsschütze zum HDD Olimpija Ljubljana zunächst für ein Jahr zurück. Daraufhin verbrachte er ein Jahr beim EV Zeltweg in der Nationalliga, ehe er sich wieder Ljubljana anschloss, das in der Zwischenzeit in der Österreichischen Eishockey-Liga aufliefen – zurück, für die er bis 2009 zwei Jahre lang parallel zudem weiterhin in der slowenischen Eishockeyliga auflief. In der Saison 2009/10 trat der langjährige Nationalspieler noch einmal für den EC Weiz in der drittklassigen Oberliga in Österreich an, ehe er seine Karriere im Alter von 42 Jahren beendete.

### Als Trainer
Ab der A-Weltmeisterschaft 2011 war Zupančič Assistenztrainer der slowenischen Eishockeynationalmannschaft. Während der Saison 2014/15 übernahm er parallel das Traineramt des HDD Jesenice. In der Saison 2016/17 war er erneut Trainer des Klubs und war zeitgleich zum Cheftrainer der Nationalmannschaft ernannt worden. In der folgenden Saison war er abermals Co-Trainer des Nationalteams.
Weitere Trainerstationen waren die VEU Feldkirch, abermals die HDD Jesenice und seit 2019 respektive 2022 Unia Oświęcim.

### International
Für Jugoslawien nahm Zupančič an der U20-Junioren-B-Weltmeisterschaft 1988 sowie der B-Weltmeisterschaft 1991 teil. Nach der Teilung des Landes stand er im Aufgebot der neu gegründeten slowenischen Nationalmannschaft bei den C-Weltmeisterschaften 1993, 1994, 1995, 1996 und 1997 sowie bei den B-Weltmeisterschaften 1999, 2000, 2001 und 2004 und bei der A-Weltmeisterschaft 2002.

## Erfolge und Auszeichnungen
| - 1992 Slowenisches All-Star Team - 1995 Slowenischer Meister mit dem HDD Olimpija Ljubljana - 1996 Slowenischer Meister mit dem HDD Olimpija Ljubljana - 1998 European-Hockey-League-Gewinn mit der VEU Feldkirch - 1998 Alpenliga-Gewinn mit der VEU-Feldkirch - 1998 Österreichischer Meister mit der VEU Feldkirch - 1999 Alpenliga-Gewinn mit der VEU Feldkirch | - 2001 Slowenischer Meister mit dem HDD Olimpija Ljubljana - 2002 Topscorer der slowenischen Eishockeyliga - 2002 Bester Torschütze der Slowenischen Eishockeyliga - 2002 Bester Vorlagengeber der Slowenischen Eishockeyliga - 2005 Bester Vorlagengeber in der Österreichischen Nationalliga - 2008 Vizemeister der Erste Bank Eishockey Liga mit dem HDD Olimpija Ljubljana |

### International
| - 2001 Aufstieg in die Top-Division bei der Weltmeisterschaft der Division I - 2001 Beste Plus/Minus-Bilanz der Weltmeisterschaft der Division I, Gruppe B | - 2001 Beste Face-Off-Bilanz der Weltmeisterschaft der Division I, Gruppe B - 2004 Aufstieg in die Top-Division bei der Weltmeisterschaft der Division I |